# 三島市立坂小学校
三島市立坂小学校（みしましりつ さかしょうがっこう）は、静岡県三島市にある公立小学校である。三島市唯一の小規模特認校であり、市内で最も児童数が少ない。

## 概要
- 2004年から小規模特認校に認定された[2]。
- 児童および保護者が校長と面談し、教育委員会の認定を受ければ、学区外からの通学が可能である[3]。（卒業後は原則として居住地の中学校に進学）
- 通学には公共交通機関（沼津登山東海バス）を利用するか、保護者が自家用車で送迎する。
- 学区内に日本最長の歩行者専用吊り橋「三島スカイウォーク」がある。

## 児童数
| 年度                | 児童総数 | 1年生 | 2年生 | 3年生 | 4年生 | 5年生 | 6年生 |
| ------------------- | -------- | ----- | ----- | ----- | ----- | ----- | ----- |
| 令和6年度（2024年） | 63人     | 13人  | 10人  | 13人  | 8人   | 7人   | 12人  |

## 通学区域
- 玉沢（241番地から286番地）
- 谷田（台崎）
- 川原ケ谷（元山中）
- 市山新田
- 三ツ谷新田
- 笹原新田（笹原新田）
- 山中新田（山中新田）[5]

## 進学先中学校
- 三島市立錦田中学校[6]

## アクセス
- 三島駅南口から約6km（バスで約20分）